# Cabina telefonica

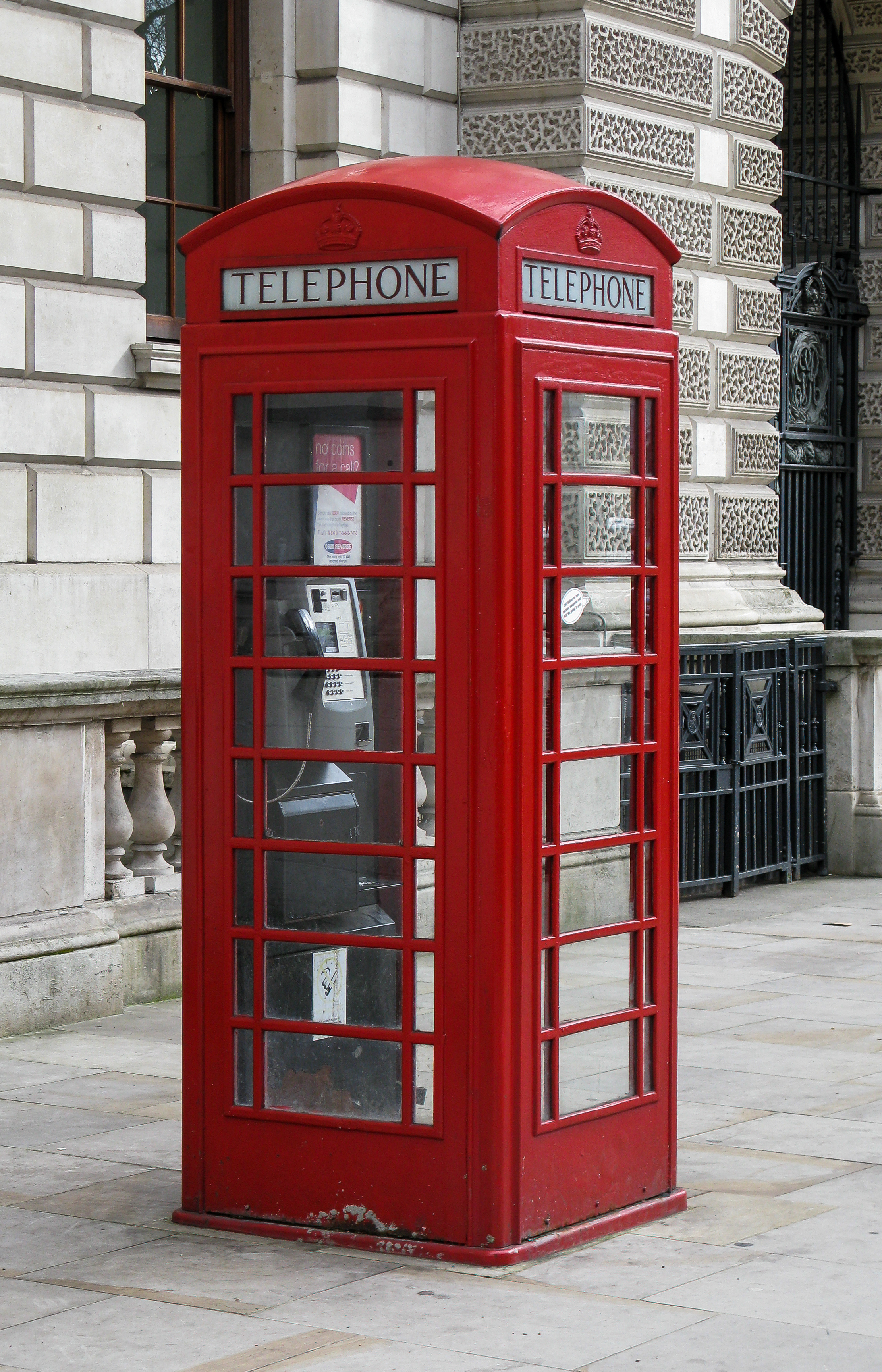
La cabina telefonica per antonomasia: la red telephone box londinese (2010)

La cabina telefonica è una postazione pubblica dotata di un telefono a uso pubblico costituita da una cabina prefabbricata con all'interno un apparecchio funzionante a moneta e a schede telefoniche.

## Storia
Il primo apparecchio telefonico fu brevettato nel 1889 da William Gray. Si dice che l'idea della creazione di un apparecchio telefonico pubblico gli venne quando sua moglie fu colta da un malore e nessuno nei dintorni gli lasciò usare il proprio telefono. Gray aprì una sua azienda e cominciò ad installare questi apparecchi in molte città. Nel giro di qualche anno questa invenzione arrivò anche in Europa. Le famosissime cabine rosse londinesi furono introdotte nel Regno Unito nel 1924 e poi man mano vennero introdotte negli altri paesi.
A partire dagli anni sessanta le cabine telefoniche furono gradualmente sostituite in tutto il mondo dai chioschi aperti dotati di telefono, per garantire un accesso più facile ai portatori di handicap.

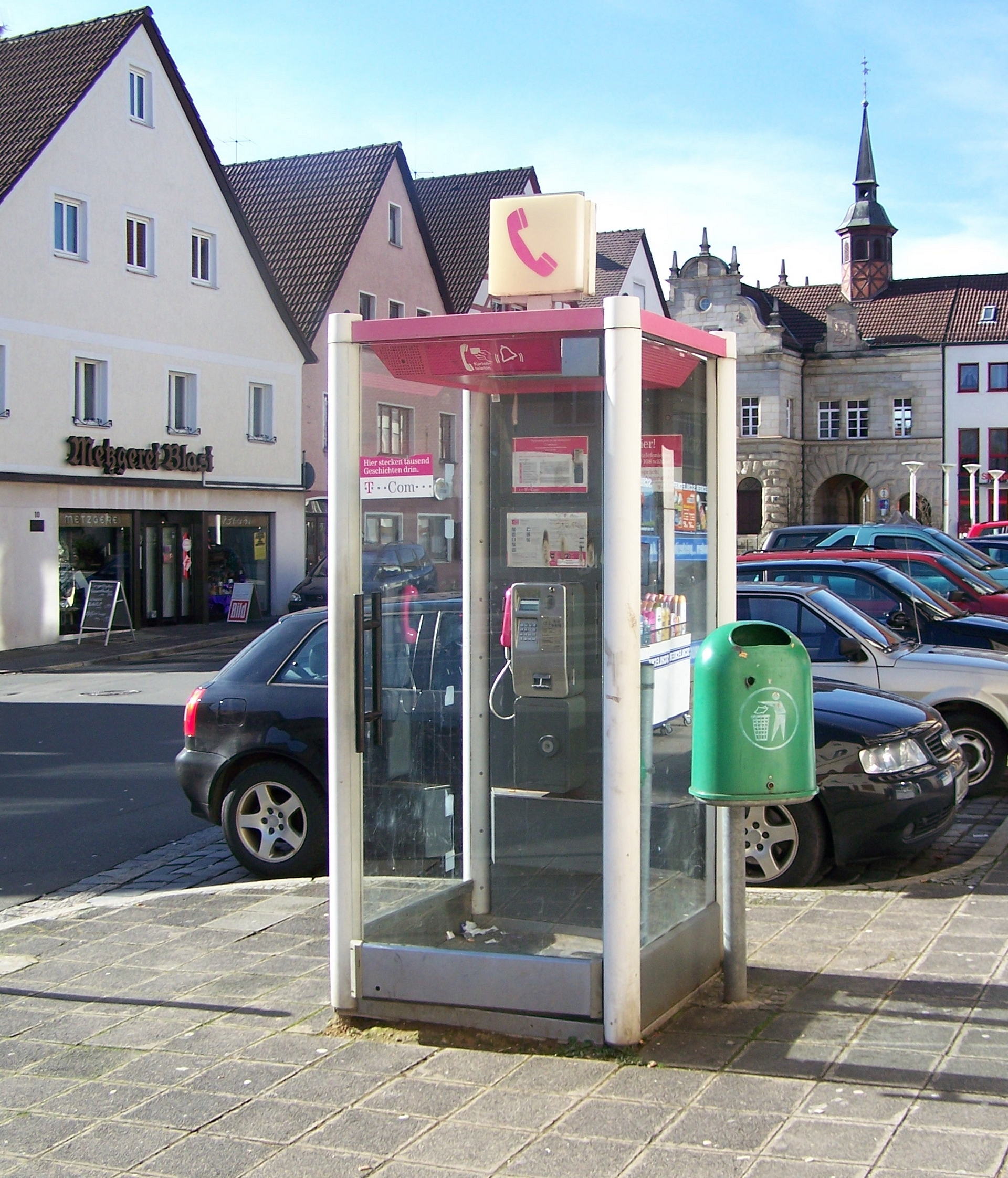
Una cabina telefonica tedesca contemporanea (2007)

Negli aeroporti è possibile trovare alcune dotazioni speciali installate all'interno delle cabine, come una presa di rete RJ-45 per connettere un computer portatile a Internet, un telefono dotato di telefax o di una tastiera per inviare SMS, o un dispositivo per persone affette da sordità. La gran parte delle cabine telefoniche in tutto il mondo è dotata del logo della compagnia telefonica cui appartiene la struttura.
Dato il crescente utilizzo della telefonia cellulare, il traffico sulla rete di telefonia pubblica nel 2007 si era praticamente dimezzato, avvicinandosi sempre più allo zero. Le conversazioni da un telefono pubblico hanno raggiunto nel 2007 appena 300 milioni di minuti, contro i circa 600 milioni del 2006 registrando un calo del 43%. Le cabine telefoniche sono comunque utilizzate anche oggi.

## Caratteristiche
La cabina telefonica è una struttura dotata di una porta per garantire un minimo di privacy  a chi la sta usando, e di una finestra, o di una serie di vetrate per mostrare quando la cabina è in uso. Nella cabina è in alcuni casi possibile, in passato anche in Italia (dove si decise di ritirare gli elenchi verso la metà degli anni ottanta del secolo scorso in considerazione dei frequenti furti ed atti di vandalismo), trovare un elenco telefonico locale e negli alberghi anche carta, penna e un appoggio per sedersi.
Una cabina telefonica pubblica, sita all'aperto, è generalmente costruita di parti resistenti, come l'acciaio e la plastica, per resistere alle intemperie e all'uso; al contrario, una cabina posta all'interno di un edificio è generalmente costruita con materiali meno ingombranti. In Italia, le cabine telefoniche sono delle strutture prefabbricate in materiale metallico, con ante e pareti in vetro trasparente con il logo della compagnia Telecom Italia, ex SIP.

## Funzionamento

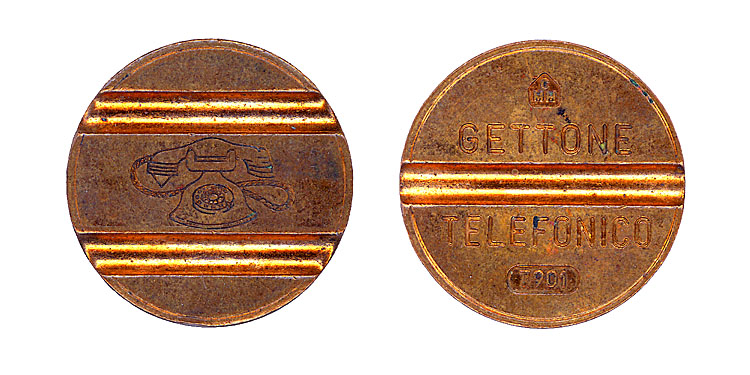
Gettone telefonico in uso in Italia dal 1960 al 2001.

La cabina telefonica normalmente ospita al suo interno un apparecchio telefonico, connesso alla rete telefonica. L'utente può effettuare la telefonata inserendo monete, tessere prepagate o carte di credito. Prima dell'avvento dell'euro, vi erano in circolazione anche degli appositi gettoni telefonici del valore di uno scatto (200 lire), concepiti appositamente per essere usati con le cabine telefoniche.
Una volta inserita la scheda o le monete, è possibile effettuare la chiamata, che non potrà protrarsi per un tempo superiore a quello concesso dal credito a disposizione; un display sull'apparecchio informa costantemente l'utente del credito residuo, in modo da poter inserire altre monete o cambiare la scheda telefonica prima che il credito si esaurisca interrompendo la chiamata.
È possibile anche ricevere chiamate su cabina da gestori come Telecom Italia. Per chiamare una cabina è necessario chiamare il numero a pagamento 199 229 229. Dopo aver composto questo numero a tariffazione speciale sarà possibile chiamare la cabina desiderata digitando il numero del telefono pubblico che si vuole chiamare. I numeri delle cabine ancora si possono avere premendo il tasto "OK" sull'apparecchio telefonico della cabina stessa.
Nelle recenti cabine telefoniche Digito, le modalità di pagamento sono due in base alla tipologia di cabina telefonica. Nelle cabine telefoniche scheda + moneta, si può sia inserire le non più prodotte schede telefoniche oppure si possono inserire monete da: 10, 20, 50 centesimi, 1 euro. Le monete da 2 euro non sono mai state introdotte nelle recenti cabine telefoniche a causa del credito rimanente troppo elevato, che avrebbe permesso ad altri utenti di svolgere operazioni telefoniche con il credito residuo altrui.

## Nel mondo

### Italia

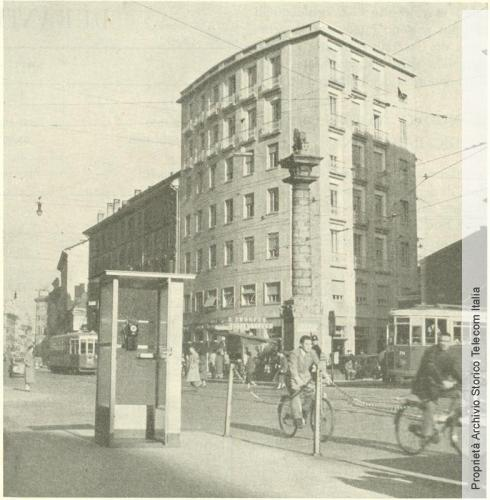
Una delle prime cabine telefoniche italiane, installata dalla STIPEL in piazza San Babila a Milano (anni 1950).

L'installazione della prima cabina telefonica pubblica in Italia risale al 10 febbraio 1952 in Piazza San Babila a Milano, per iniziativa della concessionaria Stipel. La struttura era in metallo e vetro, materiali con la quale vennero realizzate anche nel corso dei decenni successivi. In precedenza i telefoni pubblici erano esclusivamente installati presso esercizi pubblici quali bar, edicole, ecc. o nei posti telefonici pubblici. In Italia le cabine telefoniche hanno ospitato diversi tipi di apparecchi telefonici: dai telefoni con combinatore a disco (U+I) ai telefoni a tastiera, come nel caso degli apparecchi G+M e Rotor. Oltre al Rotor, furono introdotti da parte di Telecom Italia altri tipi di telefoni pubblici utilizzati principalmente, essendo in plastica, nei locali al coperto. Uno di questi è un telefono pubblico chiamato Tuo (il Tuo telefono), un modello funzionante solo a schede di colore rosso con cornetta nera. Alla fine, con l'avvento in via definitiva dell'euro, si è passati al modello Digito, in funzione dal 2002 e tuttora presente nelle cabine attive.
Durante gli anni settanta del XX secolo le cabine telefoniche diventarono consuete nel paesaggio urbano italiano. Nel 1971, in Italia, erano installate circa 2.500 cabine, mentre alla fine del decennio, le cabine ammontavano a 33.000. Il telefono pubblico era ormai largamente diffuso per le strade. Nel 1976 furono utilizzate, in via sperimentale, le prime schede telefoniche, diventate negli anni a venire oggetto di collezionismo.

Il calciatore juventino Claudio Gentile, al rientro in Italia dopo una tournée all'estero, si serve di un telefono pubblico (1984).

A partire dagli anni 2000, il calo dell'utilizzo delle cabine telefoniche ha pregiudicato anche l'uso delle schede telefoniche, fino al definitivo stop alla produzione e distribuzione avvenuto nel 2018. Le postazioni pubbliche telefoniche attive sono omologate per ambedue i sistemi di pagamento (moneta e scheda). Le schede telefoniche col tempo sono diventate oggetti sempre meno utilizzati ma collezionate da molti appassionati. I gettoni telefonici uscirono dalla circolazione il 31 dicembre 2001 con l'avvento dell'euro.
Nel 2010 la delibera n. 31/10/CONS dell'Agcom - pubblicata nella Gazzetta ufficiale della Repubblica Italiana - ha autorizzato Telecom Italia alla rimozione dei telefoni pubblici non più strettamente necessari, facendo salvo però il diritto dei cittadini a presentare opposizione. Al 2011 si stimava la rimozione quasi totale delle cabine sul territorio italiano (attualmente 40.000) entro il 2015, tuttavia però nello stesso anno si registrò un'inversione di tendenza e la Telecom valutò la loro sostituzione con cabine di nuova generazione.
Durante il governo Monti, un'interrogazione parlamentare dei Radicali Italiani (in merito alla rimozione delle cabine telefoniche e agli obblighi di Telecom Italia derivanti dallo svolgimento del servizio pubblico universale) il sottosegretario allo sviluppo economico Massimo Vari ha comunicato che al 31 dicembre 2011 erano presenti sul territorio italiano 97.376 cabine telefoniche, di cui, ha comunicato, continuerà la rimozione ad esclusione di quelle situate in ospedali, caserme, scuole, aree non coperte dal servizio di telefonia mobile o zone remote. La prima "cabina intelligente" di Telecom è stata installata in via sperimentale il 2 aprile 2012 a Torino ed include l'accesso ad Internet e ad altre informazioni utili, nonché quattro colonnine per la ricarica di scooter e biciclette elettrici.
Con delibera 98/23/CONS, pubblicata il 23 maggio 2023, l'AGCOM ha stabilito che TIM non ha più l'obbligo di garantire la disponibilità di cabine telefoniche, fatta eccezione per le postazioni presenti nei «luoghi di rilevanza sociale», come ospedali (con almeno 10 posti letto), carceri e caserme con almeno 50 occupanti. Viene rilevato inoltre che TIM potrà dismettere anche le postazioni presenti nei rifugi montani, accertandosi però che sia possibile accedere alla rete telefonica mobile..
La medesima autorità ha dichiarato che il 99,2 per cento dei telefoni pubblici è già coperto da una rete di telefonia mobile con almeno tecnologia 2G (maggio 2023). A partire dal settembre dello stesso anno, è iniziata l'opera di smantellamento delle oltre 90.000 cabine, ancora presenti sul territorio italiano, che non ricadono nelle situazioni di eccezione sopra citate e, pertanto, non più sottoposte all'obbligo di esercizio.